# Auriac (Pireneje Atlantyckie)
Auriac – miejscowość i gmina we Francji, w regionie Nowa Akwitania, w departamencie Pireneje Atlantyckie.
Według danych na rok 1990 gminę zamieszkiwało 180 osób, a gęstość zaludnienia wynosiła 34 osób/km² (wśród 2290 gmin Akwitanii Auriac plasuje się na 997. miejscu pod względem liczby ludności, natomiast pod względem powierzchni na miejscu 1409.).